# Bellerophontoidea
Bellerophontoidea zijn een uitgestorven superfamilie van weekdieren.

## Taxonomie
De volgende families zijn bij de superfamilie ingedeeld (incompleet):
- Familie  † Bellerophontidae McCoy, 1852
- Familie  † Euphemitidae Knight, 1956